# المانیتور
المانیتور (به انگلیسی: Al-Monitor) تارنمایی رسانه‌ای است که از فوریه ۲۰۱۲ توسط یکی از عرب‌های آمریکا در واشینگتن، دی.سی. آغاز به کار کرد. المانیتور به جمع‌آوری گزارش و تجزیه و تحلیل در مورد خاورمیانه از جمله خلیج فارس، مصر، ایران، اسرائیل، دولت فلسطین و دیگر کشورها می‌پردازد. این تارنما با رسانه‌های بزرگ خبری در خاورمیانه همکاری می‌کند. از این میان می‌توان به یدیعوت اخرونوت، النهار، روزنامه الحیات، ملیت (روزنامه) و صباح (روزنامه) اشاره کرد.جمال دنیل به عنوان مالک تام و صاحب امتیاز این تارنمای رسانه‌ای است.